# Chiềng Sinh (phường)
Chiềng Sinh là một phường thuộc thành phố Sơn La, tỉnh Sơn La, Việt Nam.
Phường Chiềng Sinh có diện tích 22,69 km², dân số năm 2006 là 11.163 người, mật độ dân số đạt 492 người/km².

## Hành chính
Phường Chiềng Sinh được chia thành 25 tổ dân phố, bản gồm: 8 tổ dân phố: 1, 2, 3, 4, 5, 6, 7, 8 và 17 bản: Nà Cạn, Pùa, Giỏ, Hay Phiêng, Hẹo, Phung, Mạy, Thẳm, Cang, Sẳng, Noong La, Lay, Ban, Có, Pắc Ma, Quỳnh Sơn, Noong Đúc.